# K Puppis
Désignations
Désignations
k Puppis (k Pup) est une étoile double optique de la constellation de la Poupe, les deux composantes étant k1 Puppis (k1 Pup) et k2 Puppis (k2 Pup). La désignation s'écrit avec la lettre minuscule k et non kappa (κ) comme l'enseignent certains astronomes[réf. nécessaire].
k1 Puppis et k2 Puppis sont deux étoiles bleues de type B et de magnitude apparente presque identique, respectivement +4,50 et +4,62. À l'œil nu, la paire a une magnitude combinée de +3,80. Sur le ciel, les étoiles sont distantes d'environ 9 secondes d'arc, à un angle de position de 318º. La double optique peut être aisément séparée avec un petit télescope. La composante k1 Puppis est elle-même une étoile binaire, tandis que k2 Puppis est une étoile variable. L'ensemble constitue donc en réalité une étoile triple. Chaque composante de la paire optique est située entre 450 et 470 années-lumière de la Terre.